# Telšiai (condado)
Nota linguística: Não confundir grafystė (condado) com apskritis (divisão administrativa)..
Telšiai ou Telšių apskritis é um apskritis da Lituânia, sua capital é a cidade de Telšiai.
- Mažeikiai
- Plungė
- Rietavas
- Telšiai

## Cidades
- Mažeikiai - 42.675 hab.
- Telšiai - 31.460
- Plungė - 23.436
- Rietavas - 3.937
- Viekšniai - 2.248
- Varniai - 1.310
- Seda - 1.260